# 東水島駅
東水島駅（ひがしみずしまえき）は、岡山県倉敷市潮通三丁目にある水島臨海鉄道港東線の貨物駅である。

## 歴史
- 1962年（昭和37年）7月1日：倉敷市営鉄道の日鉱前駅として開業。
  - 駅名の「日鉱」は、駅南側にあるジャパンエナジーの前身、日本鉱業の略称である。
- 1969年（昭和44年）7月1日：日本鉱業専用鉄道運輸開始。
- 1970年（昭和45年）4月1日：水島臨海鉄道に譲渡。
- 1971年（昭和46年）10月：三菱化成（現・三菱ケミカル）専用鉄道運輸開始。
- 1972年（昭和47年）3月15日：0.3 km東へ移転、東水島駅に改称。コンテナ貨物の取扱を開始。

## 駅構造
地上駅。1面2線のコンテナホームのほか、数本の側線が引かれている。
かつては、駅構内の西側から分岐し南へ向かう2つの専用鉄道が存在した。先に開通したジャパンエナジー水島製油所（現・ENEOS水島製油所）への専用鉄道は、同製油所で生産されたガソリンなどの燃料油、潤滑油、ノルマルパラフィンなどの発送が行われていた。潤滑油発送は晩年まで続き、2003年（平成15年）ごろに廃止された。
次に開通した三菱化学水島事業所（現・三菱ケミカル岡山事業所）への専用鉄道は、同事業所で生産されたアルデヒドなどの化学薬品の発送が行われていたが、1995年（平成7年）2月に廃止された。
1990年（平成2年）頃から1992年（平成4年）6月まではタキ6550形が駅構内に複数留置していた。

## 取り扱う貨物の種類
- コンテナ貨物
  - 12ftコンテナ、20ftコンテナ、ISO規格20ft海上コンテナ、30ftコンテナ、31ftコンテナを取り扱う。
- 車扱貨物

## 駅周辺
駅周辺は水島臨海工業地帯で、多くの大規模工場が集まっている。
- 東京製鐵岡山工場
- 中国電力水島火力発電所
- 三菱ケミカル岡山事業所
- ENEOS水島製油所

## その他
- 2019年（令和元年）10月27日に実施した、「2019 鉄道の日記念フェスタ」で4両編成[注釈 1]の気動車が当駅に乗入れる企画が行われた[1]（※当駅での乗降は不可）。

## 隣の駅
水島臨海鉄道
港東線
水島駅 - 東水島駅